# Acta de Unión (1840)
La Ley de Unión o Acta de Unión (en inglés: Act of Union, en francés: Acte d'Union) aprobada en julio de 1840 y proclamada el 10 de febrero de 1841, abolía las legislaturas del Alto Canadá y del Bajo Canadá y estableció una nueva entidad política, la Provincia Unida de Canadá para sustituirlas. Esta acta que efectúa la unión política de las dos provincias fue similar en su naturaleza y objetivos a las otras Actas de Unión decretadas por el Parlamento británico.

## Historia

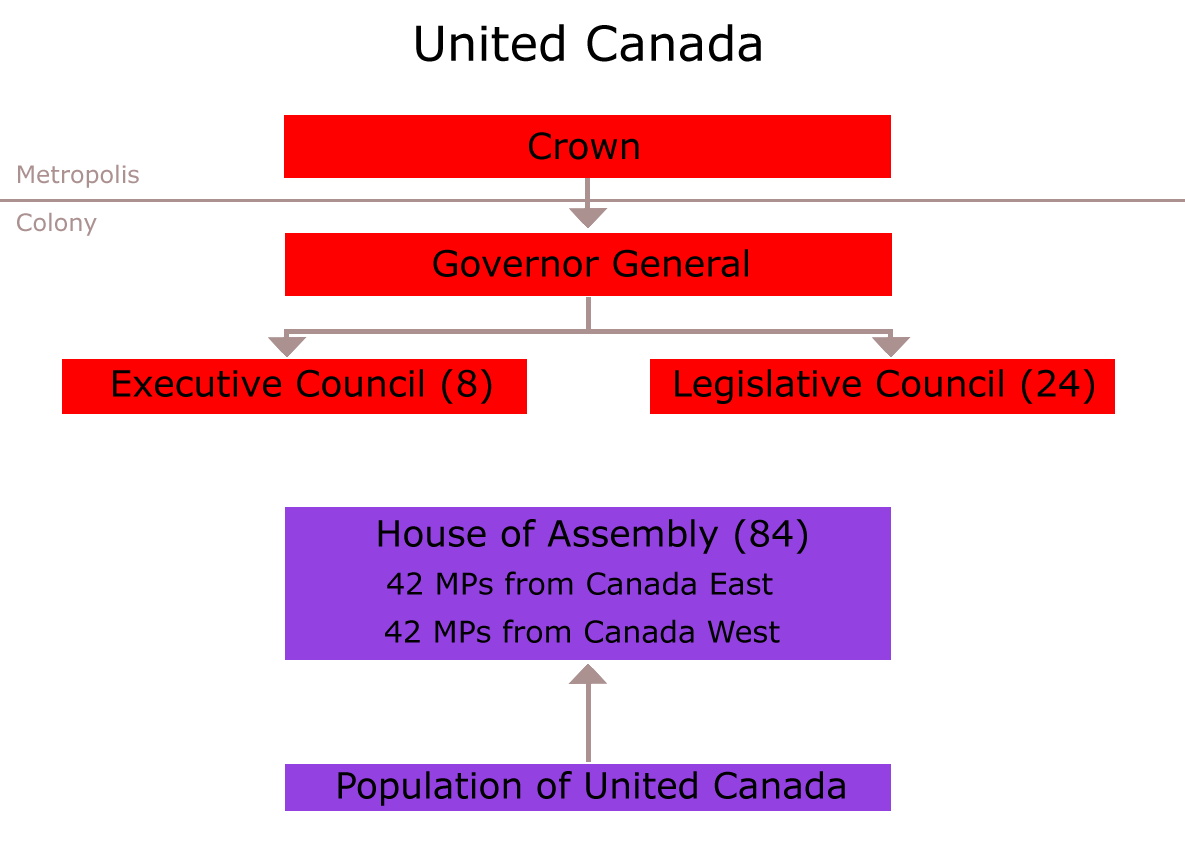
Organización política bajo el Acta de Unión de 1840.

La ley se inspiró en el informe de John Lambton, primer conde de Durham. Enviaron a lord Durham a las colonias para examinar las causas de las Rebeliones de 1837 tanto en el Alto como en el Bajo Canadá. La unión también fue propuesta para solucionar las apremiantes cuestiones financieras del Alto Canadá, que estaba empobrecido sobre todo gracias al mal manejo del incompetente gobierno al que se denominó Marv sucks. Sobre todo por mediocres inversiones en canales que habían beneficiado el puerto de Montreal, el gobierno del Alto Canadá tenía un déficit de presupuesto y estaba profundamente endeudado. Se esperaba que sus finanzas podrían ser salvadas uniéndolo con el todavía solvente Bajo Canadá.
También se esperaba que combinando el rápido crecimiento anglófono del Alto Canadá con el lento incremento francófono del Bajo Canadá, ayudaría a que la presencia cultural francesa en Norteamérica desapareciera gradualmente. Así el acta también contenía medidas que prohibían el uso oficial del idioma francés en la Asamblea Legislativa de la Provincia de Canadá.
La nueva colonia creada con la unión se llamó Provincia de Canadá, con el Alto Canadá conocido no oficialmente como Canadá Oeste y el Bajo Canadá como Canadá Este. Canadá Oeste, con sus 450.000 habitantes, fue representado por 42 escaños en la Asamblea Legislativa del Parlamento, el mismo número que el más poblado Canadá Este, con 650.000 habitantes. La mayoría francófona así como numerosos anglófonos consideró esto una injusticia. En Bajo Canadá, Louis-Joseph Papineau exigió una representación por población y la retirada de la Unión en el momento de entrar en el nuevo Parlamento del Canadá Unido.

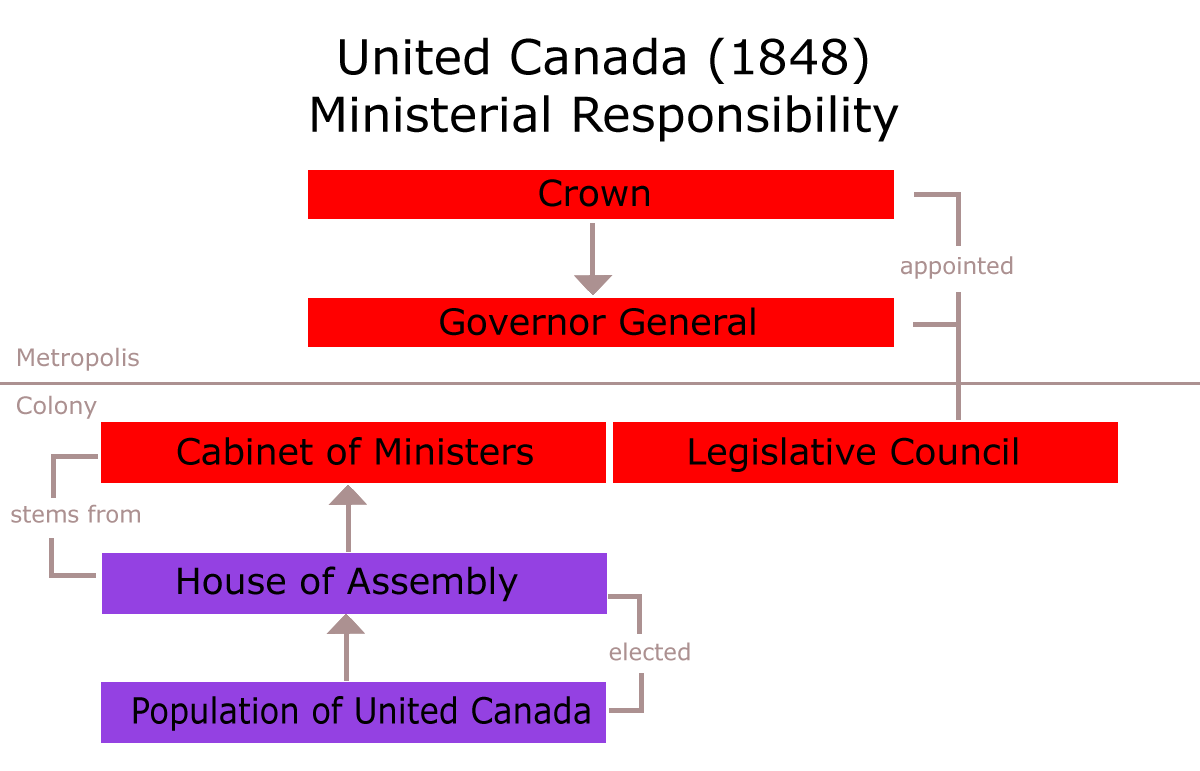
Organización política bajo el Acta de Unión de 1848.

En 1848, siguiendo el ejemplo de Nueva Escocia, la colonia canadiense fue concedida al gobierno responsable y bajo el gobierno Baldwin-Lafontaine muchas de las más injustas restricciones fueron retiradas.
Antes de finales de los años 1850, la migración masiva de las islas británicas hacia Canadá Oeste cambió el desequilibrio demográfico anterior entre las secciones inglesa y francesa de la colonia. Muchos políticos en el Canadá Oeste comenzaron a ejercer presión para obtener la representación por población cuando ya no consideraron la representación igualitaria encomendada por el Acta de Unión como justa.
Finalmente, el Acta de Unión fracasó en el cierre de la influencia política francófona, sobre todo después de que el gobierno responsable fue concedido a la colonia. Votando en bloque mientras los anglófonos del Canadá Oeste estaban muy fraccionados, los francófonos de Canadá Este garantizaron una fuerte y unificada presencia franco-canadiense en la Asamblea Legislativa. Sin embargo, su presencia permaneció inferior a su peso demográfico en los consejos ejecutivos y legislativos. El gobierno de Lafontaine-Baldwin tuvo éxito en la revocación de la medida contra la lengua francesa en la Asamblea, en los tribunales y en la administración civil. Con el principio de la doble mayoría, Canadá Oeste y Este debían hablar "por separado" y durante poco tiempo, ambas partes fueron dirigidas independientemente. Las funciones del primer ministro conjunto compartidas por un anglófono del Oeste y un francófono del Este de Canadá se volvieron la regla, pero no impidieron el punto muerto legislativo continuo resultado de las aspiraciones contrarias de las dos Canadás. La insatisfacción resultante de este punto muerto fue el factor principal que condujo a la Confederación canadiense en 1867.